# Nothin’ Move but the Money
Nothin’ Move but the Money – drugi singel amerykańskiego rapera Mica Geronimo promujący album "Vendetta". Wydany 27 stycznia 1998 roku.
Singel zawiera po dwa utwory w wersji nieocenzurowanej i instrumentalnej. Są to: "Nothin’ Move but the Money (Remix)" z DMX-em i Black Robem oraz "Usual Suspects" z DMX-em, Yaki Kadafim i The Lox.

## Lista utworów
1. "Nothin’ Move but the Money (Remix)"
2. "Usual Suspects"
3. "Nothin’ Move but the Money (Remix)" (Instrumental)
4. "Usual Suspects" (Instrumental)